# Mash-Up
«Mash-Up» (рус. Мэшап) — восьмой эпизод первого сезона американского музыкального телесериала «Хор», показанный телеканалом Fox 21 октября 2009 года. Серия была срежиссирована Элоди Кини на основе сценария Иэна Бреннана. Сюжет рассказывает о попытке руководителя хора Уилла Шустера создать номер в стиле мэшап для свадьбы своих коллег Эммы Пиллсберри и Кена Танаки, в то время как Сью Сильвестр становится ведущей местных теленовостей, а некоторые хористы понимают, что больше не являются самыми популярными студентами школы. В эпизоде прозвучали кавер-версии пяти композиций, три из которых были выпущены в качестве синглов, доступных для скачивания в сети, а также вошедших в альбом Glee: The Music, Volume 1. Нил Даймонд сомневался, стоит ли давать согласие на исполнение его песни «Sweet Caroline» в сериале, однако был убеждён усилиями музыкального продюсера серии Пи Джей Блума и, в конечном счёте, одобрил исполнение Марка Саллинга. 

## Сюжет
Футбольный тренер Кен Танака (Патрик Галлахер) просит Уилла Шустера (Мэтью Моррисон) подготовить музыкальный номер для его свадьбы со школьным консультантом Эммой Пиллсберри (Джейма Мейс) с использованием песен «Thong Song» и «I Could Have Danced All Night» из мюзикла «Моя прекрасная леди». Танака чувствует, что Эмма больше хочет быть с Уиллом, нежели с ним, и в отместку ставит членам футбольной команды ультиматум — либо участие в хоре, либо футбол.
Между тем участники хора, которые ранее считались верхушкой школьной иерархии, после регулярного обливания коктейлем в лицо начинают понимать, что переходят в ранг «изгоев» из-за своего участия в хоре. Сью Сильвестр (Джейн Линч) становится ведущей программы местных теленовостей и влюбляется в своего коллегу Рода Ремингтона (Билл Джонс), однако он ей изменяет. Сью возвращается на тренировку и выгоняет из команды Куинн Фабре (Дианна Агрон), сославшись на то, что её беременность не может позволить ей участвовать в команде поддержки и дальше. Тем временем Пак (Марк Саллинг) встречается с Рейчел (Лиа Мишель) и поёт в её честь первую сольную песню в хоре — «Sweet Caroline». Однако пара в конечном счёте расстаётся из-за чувств Рейчел к Финну (Кори Монтейт) и Пака к Куинн. Танака отменяет свой ультиматум и позволяет студентам вернуться в хор, не покидая футбольной команды.

## Реакция
Эпизод посмотрели 7,24 млн телезрителей США, а процентный рейтинг просмотров составил 3,2/8 среди аудитории в возрастной группе от 18 до 49 лет. В Канаде эпизод занял 19 строчку в списке самых популярных телепрограмм недели, с числом просмотров 1,5 млн. В Великобритании серию посмотрели 2,053 млн человек, что в очередной раз сделало его самым популярным телешоу на телеканалах E4 и E4 +1 в недельной сетке вещания, а также одним из самых популярных на кабельных каналах в целом.
Критики оценили серию неоднозначно. Реймунд Фландес из The Wall Street Journal назвал его «поворотным моментом для сериала» и отметил, что раньше некоторые персонажи не были проработаны достаточно хорошо, в частности, Уилл Шустер никогда не был игривым, а Пак не выходит из образа «стереотипного балбеса-панка». Обозреватель сайта Zap2it высказалась, что была рада, когда персонаж Терри Шустер не появился в эпизоде, так как, несмотря на Джессалин Гилсиг, персонаж Терри «совершенно сумасшедший». Эрик Голдман из IGN оценил серию на 8,8 баллов из 10, заметив, что «было любопытно видеть влюблённую Сью прежде, чем она снова вернулась на сторону зла».